# Nicola Renzi
Nicola Renzi, född den 18 juni 1979, är en sanmarinsk politiker som har fungerat som landets statschef och senare utrikesminister.

## Bakgrund och privatliv
Renzi är född i Città di San Marino år 1979. Han har studerat dem klassiska språk vid universitetet i Bologna och har sedan kompletterat sin examen med arkeologi och lingvistik i Paris. Mellan 2003 och 2004 jobbade han som lärare i grekiska och latin på San Marinos lyceum. År 2013 avlade han sin doktorsexamen i historia vid Republiken San Marinos universitet. Hans doktorsavhandling handlade om Senecas politik.
Renzi är gift med Valeria Ugolini. Paret har en son. Renzi är aktiv inom San Marinos Rotary Club, Sällskapet Dante Alighieri och Akademin för italiensk matkultur.

## Politisk karriär
Renzis politiska karriär började år 2009 då han blev medlem i partiet Allianza Popolare. För första gången valdes han till landets stora och allmänna råd år 2012. Allianza Popolare upplöstes år 2013 och ersattes med ett nytt parti, Repubblica Futura, som Renzi hjälpte till att grunda.
I september 2015 valdes Renzi tillsammans med Lorella Stefanelli till regerande kaptener. De tillträddes den 1 oktober.
I december 2016 nominerades Renzi som San Marinos utrikesminister. Han fungerade i ämbetet tills januari 2020 och efterträddes av Luca Beccari.

## Utmärkelser
- Italiens stjärnas orden (Italien, 2018)[6]